# بلاد الدم: أوروبا بين هتلر وستالين
بلاد الدم: أوروبا بين هتلر وستالين هو كتاب لgمؤرخ ييل تيموثي د.سنايدر تم نشره لأول مرة بواسطة كتب أساسية في 28 أكتوبر 2010. في الكتاب، يبحث سنايدر في السياق السياسي والثقافي والأيديولوجي المرتبط بمنطقة معينة من أوروبا الوسطى والشرقية، حيث ارتكب الاتحاد السوفيتي جوزيف ستالين وألمانيا النازية أدولف هتلر عمليات قتل جماعي لما يقدر بنحو 14 مليون غير مقاتل بين عامي 1933 و1945، أغلبيتهم خارج معسكرات الموت للمحرقة. أطروحة سنايدر هي أن «أراضي الدم»، وهي المنطقة التي أصبحت الآن بولندا وبيلاروسيا وأوكرانيا ودول البلطيق (إستونيا ولاتفيا وليتوانيا)، شمال شرق رومانيا، والأطراف الغربية لروسيا، هي المنطقة التي تحكمها أنظمة ستالين وتفاعل هتلر، على الرغم من أهدافهما المتضاربة، لزيادة المعاناة وسفك الدماء أسوأ بكثير من أي شيء شوهد في التاريخ الغربي. يلاحظ سنايدر أوجه التشابه بين النظامين الشموليين وكذلك التفاعلات التمكينية التي عززت الدمار والمعاناة التي تم جلبها على غير المقاتلين. باستخدام العديد من المصادر الأولية والثانوية الجديدة من وسط وشرق أوروبا، يجلب سنايدر منحة دراسية إلى العديد من الأجزاء المنسية أو التي يساء فهمها أو التي يتم تذكرها بشكل غير صحيح من التاريخ، ويشير بشكل خاص إلى أن معظم الضحايا قتلوا خارج معسكرات الاعتقال في الأنظمة ذات الصلة. قدر سنايدر في عام 2011 أن هتلر قتل أكثر من ستالين.
حصل الكتاب على العديد من المراجعات الإيجابية، وقد أطلق عليه «التعديل التاريخ من أفضل الأنواع». حصل على العديد من الجوائز، بما في ذلك جائزة هانا أرندت لعام 2013 للفكر السياسي.

## الخلاصة
مناطق أوروبا الشرقية التي يسميها سنايدر «بلاد الدم» هي المنطقة التي اجتمعت فيها رؤية هتلر للسيادة العنصرية وليبنسراوم، مما أدى إلى الحل النهائي والفظائع النازية الأخرى، وأحيانًا في نزاع، وأحيانًا بالتعاون، مع رؤية ستالين لإيديولوجية شيوعية أسفر عن المجاعة المتعمدة والسجن وقتل الأبرياء من الرجال والنساء والأطفال في غولاغ وأماكن أخرى.   أسفرت الجهود المشتركة للنظامين عن مقتل ما يقدر بـ 14 مليون غير مقاتل في «بلاد الدم» في أوروبا الشرقية. يثبت سنايدر أن ألمانيا النازية كانت مسؤولة عن حوالي ثلثي العدد الإجمالي للوفيات.  توفي ما لا يقل عن 5.4 مليون في ما أصبح يعرف باسم الهولوكوست - لكن الكثيرين ماتوا في ظروف أكثر غموضاً.